# 马丁努斯·奈霍夫

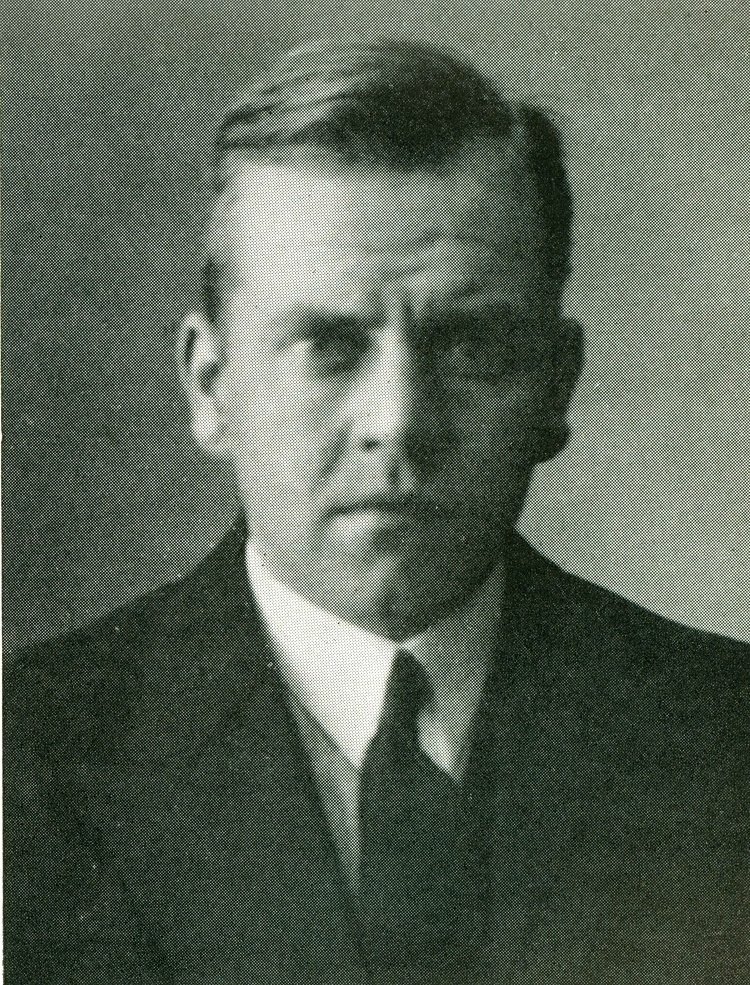
马丁努斯·奈霍夫

马丁努斯·奈霍夫（Martinus Nijhoff，1894年4月20日—1953年1月26日），出生于荷兰海牙，是荷兰的诗人和散文家。他在阿姆斯特丹攻读文学，在乌得勒支学习了法律。他的处女作是1916年的《流浪者》。从那时起，他清晰、但融合了神秘主题的语言风格使他的声望不断提高。他在不同的时代采取不同的韵文形式写作。其代表作是长诗《阿瓦特》（1934）。

## 參攷資料
- （荷兰文） 马丁努斯·奈霍夫 (dbnl) （页面存档备份，存于）